# Влахо-молдовска редакция на старобългарския език
Влахо-молдовската редакция на старобългарския език е регионална книжовна норма на среднобългарски език на територията на княжество Влахия (усл. от 1330 г.) и княжество Молдова (усл. от 1365 г.) просъществувала в периода 14-17 век. 
Влахо-молдовската редакция е основна писменост на книжнината създавана в двете съвременни румънски исторически области до 1714 г., когато започва управлението на фанариотите. Латинизацията във Влашко и Молдова започва през 1697 г. от Трансилвания, която област е окупирана от австрийските Хабсбурги. Ръкописният сборник с молитви и служби от 1704 г., който се съхранява в шуменското читалище „Добри Войников“, е съставен в Брашов на три езика – български, румънски и гръцки, от Барбу Хобан. Елинизацията започва още преди 1714 г. 
Първият румънски писмен паметник е брашовско писмо от 1521 г. Основен източник за писмеността на тази редакция са влахо-българските грамоти, които единствено като исторически писмен паметник разкриват особеностите в историческото развитие на среднобългарския език в периода отпреди дамаскините.